# Prosobranchia

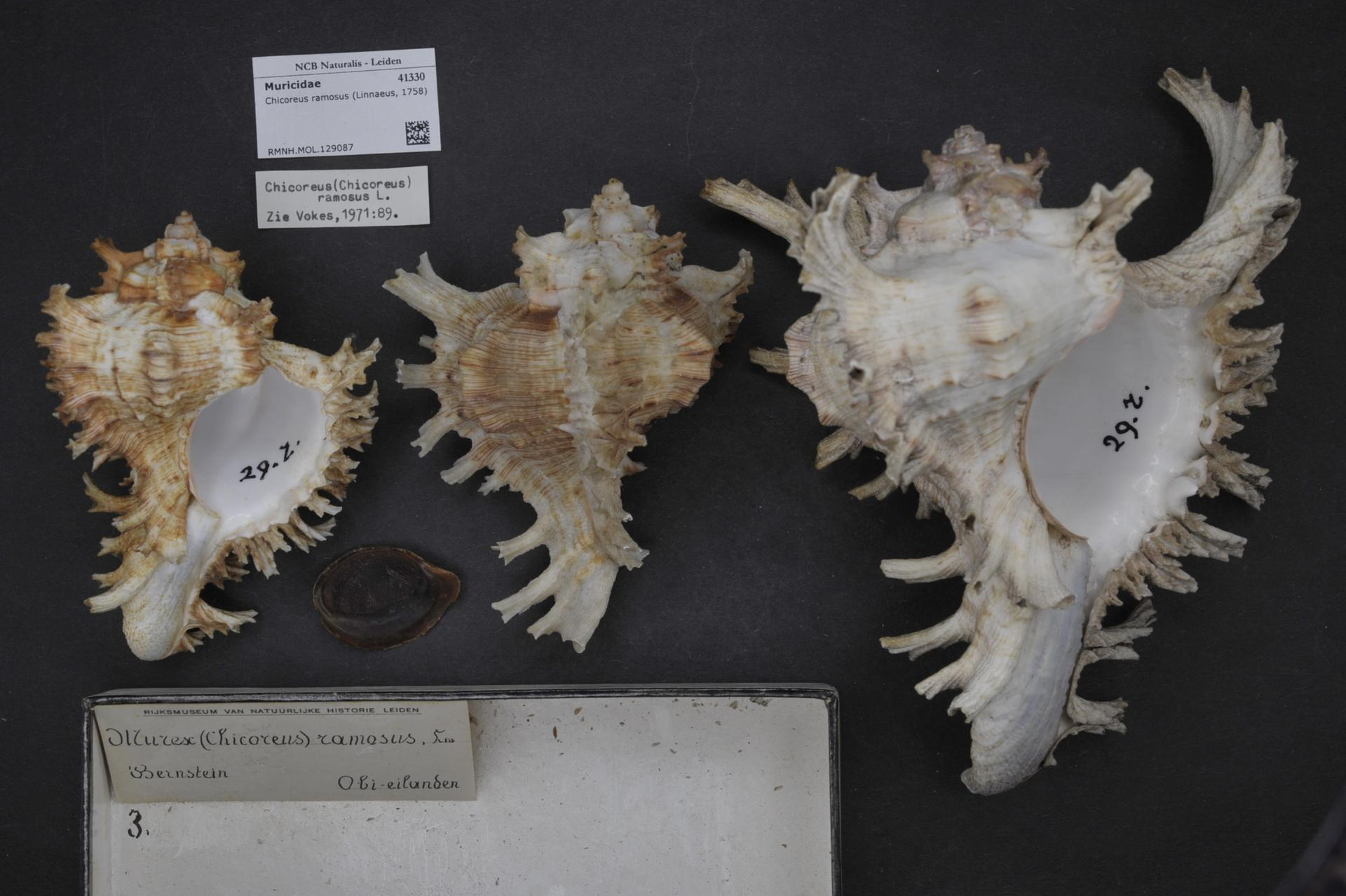
Chicoreus ramosus, een soort van de Prosobranchia.

Prosobranchia, ook wel prosobranchen of voorkieuwige slakken genoemd, was een onderklasse van weekdieren (Mollusca) die behoren tot de klasse Gastropoda of slakken. De wetenschappelijke naam is te danken aan een typisch kenmerk van de groep; de kieuwen zijn bij alle soorten voor het hart gepositioneerd. Dit in tegenstelling tot alle andere longloze slakken, waarbij de kieuwen zich achter het hart bevinden: de Opisthobranchia (opistho betekent achter).
Hun schelp was oorspronkelijk kegelvormig, maar tijdens de evolutie is er een neiging tot draaiing ontstaan. Prosobranchen voeden zich met behulp van een getande radula die uit de mond naar buiten wordt gestoken.

## Taxonomie
De taxonomie van de gastropoda is snel aan het veranderen. De klassieke indeling volgens Johannes Thiele verdeelde de Gastropoda in drie subklassen: Prosobranchia, Opisthobranchia en Pulmonata. De subklasse Prosobranchia werd nog eens opgedeeld in 3 ordes: Archaeogastropoda, Mesogastropoda en Neogastropoda.
- - Subklasse: Prosobranchia Milne-Edwards, 1848
    - Familie Enteroxenidae Heding and Mandahl-Barth, 1938

  - Superorde Vetigastropoda
    - Orde Archaeogastropoda Thiele, 1925
      - Superfamilie: Pleurotomarioidea (Pleurotomariidae, Haliotidae)
      - Superfamilie: Fissurelloidea (Fissurellidae)
      - Superfamilie: Patelloidea (Patellidae, Acmaeidae, Lepetidae)
      - Superfamilie: Trochoidea (Calliostomatidae, Trochidae, Stomatellidae, Cyclostrematidae, Turbinidae, Phasianellidae)
      - Superfamilie: Neritoidea (Neritidae, Helicinidae, Hydrocenidae)

    - Orde Architaenioglossa Haller, 1890
    - Orde Entomotaeniata Bartsch, 1916
    - Orde Mesogastropoda Thiele, 1925
      - Superfamilie: Littorinoidea
      - Superfamilie: Cerithioidea
      - Superfamilie: Epitonioidea
      - Superfamilie: Hippnicoidea
      - Superfamilie: Calyptroidea
      - Superfamilie: Stromboidea
      - Superfamilie: Cypraeoidea
      - Superfamilie: Tonnoidea

    - Orde Neogastropoda Thiele, 1929
      - Superfamilie: Muricoidea (Muricidae, Thaididae, Columbariidae, Magilidae)
      - Superfamilie: Buccinoidea (Pyrenidae, Nassariidae, Buccinidae, Fasciolariidae, Melongenidae)
      - Superfamilie: Volutoidea (Olividae, Vasidae, Turbinellidae, Harpidae, Mitridae, Volutidae, Marginellidae)
      - Superfamilie: Conoidea (Cancellariidae, Conidae, Terebridae, Turridae)

    - Orde Neritopsina